# خوسيه بيدرو غوميز
خوسيه بيدرو غوميز (بالبرتغالية: José Pedro Gomes‏) هو كاتب وممثل برتغالي، ولد في 28 ديسمبر 1951 بلشبونة في البرتغال.

## وصلات خارجية
- خوسيه بيدرو غوميز على موقع IMDb (الإنجليزية)
- خوسيه بيدرو غوميز على موقع قاعدة بيانات الفيلم (الإنجليزية)